# Хаджиите
Хаджѝите е село в Югоизточна България, община Карнобат, област Бургас.

## География
Село Хаджиите се намира на около 35 km запад-северозападно от центъра на областния град Бургас, около 9 km изток-югоизточно от общинския център град Карнобат и около 18 km югозападно от град Айтос. Разположено е по южните склонове на възвишението Хисар. Общият наклон на терена е предимно на изток. Надморската височина в центъра на селото е около 218 m. Климатът е преходно-континентален.
Общински път води от Хаджиите на север до връзка източно от Карнобат с първокласния Подбалкански път, а чрез пътни отклонения – до близките села Козаре, Драгово и Соколово.
На около 2 km южно от Хаджиите минава магистрала Тракия, с която селото няма непосредствена пътна връзка.
Землището на село Хаджиите граничи със землищата на: село Драгово на север и изток; село Вратица на югоизток; село Трояново на югоизток; село Крушово на юг; село Детелина на югозапад; село Козаре на запад; град Карнобат на северозапад.
В землището на село Хаджиите има 5 микроязовира.

## История
След Руско-турската война 1877 – 1878 г., по Берлинския договор 1878 г. селото остава в Източна Румелия; присъединено е към България след Съединението през 1885 г.
През 1934 г. селото с дотогавашно име Хаджилàре е преименувано на Хаджиите.
Училище в село Хаджиларе (Хаджиите) има от 1887 г., отначало в стара турска къща, като през 1892/1893 учебна година не води редовни занятия. През 1931 г. е построена училищна сграда с 6 учебни стаи. От 1919 до 1936 г. училището се нарича „Рибен буквар“, от 1937 до 1944 г. – „Княгиня Мария Луиза“, а от 1944 г. до закриването му през 2002 г. – „Асен Златаров“.

## Население
Населението на село Хаджиите наброява 1035 души при преброяването към 1934 г. и 1113 към 1946 г., намалява до 418 към 1985 г. и 262 (по текущата демографска статистика за населението) към 2021 г.

### Етнически състав
Преброяване на населението през 2011 г.
Численост и дял на етническите групи според преброяването на населението през 2011 г.:
|                     | Численост |
| Общо                | 263       |
| Българи             | 63        |
| Турци               | 184       |
| Цигани              | 13        |
| Други               | -         |
| Не се самоопределят | -         |
| Неотговорили        | -         |

## Религии
В село Хаджиите се изповядват ислям и православие.

## Обществени институции
Село Хаджиите към 2022 г. е център на кметство Хаджиите.
В село Хаджиите към 2022 г. има:
- действащо читалище „Христо Ботев – 1928 г.“;[10][11]
- джамия;[12]
- православна църква „Света Богородица“[13]; построена през 1936 г. с дарения на местното християнско население; основно ремонтирана и с реставрация на дърворезбата и иконите през 2012 г.; храмов празник „Малка Богородица“ – 8 септември;
- пощенска станция.[14]

## Природни и културни забележителности
Хаджиите се намира в непосредствена близост до дъбовата и габърова гора „Бабалията“. В „Бабалията“ се намират старата и новата хижи „Орловец“. Старата хижа е първата ловна хижа в Югоизточна България. Строежът ѝ е започнат през 1938 г. и е завършил през 1939 г. Хижата се е именувала „Царица Йоана“. В близост до хижата е изградена фазанария за развъждане на диви пернати – фазани, кеклици, яребици.
В двора на кметството на село Хаджиите има паметна плоча с имената на загиналите в Отечествената война 1944 – 1945 г.: Добри Христозов, Илчо Янков, Кръстьо Димитров, Господин Димитров, Стоян Недялков и Мирчо Георгиев.